# Balbuzard pêcheur
Pandion haliaetus
Espèce
Statut de conservation UICN

 LC  : Préoccupation mineure
Statut CITES
Le Balbuzard pêcheur (Pandion haliaetus) est une espèce de rapaces diurnes de taille moyenne ; c'est un piscivore spécialisé et cosmopolite.
Cet oiseau, singulier sur le plan morphologique, est assez différent des autres rapaces. C'est pour cette raison que sa position phylogénétique est très discutée : plusieurs hypothèses ont été émises, mais l'hypothèse la plus répandue rapproche cette espèce des Accipitridae, famille formée entre autres par les aigles, les buses et les vautours de l'Ancien Monde.

## Étymologie
Son nom de genre rend hommage au personnage de la mythologie grecque Pandion, roi légendaire d'Athènes dont les enfants furent changés en rossignol et en hirondelle.
Son nom d'espèce, haliaetus, du grec ancien ἁλιαίετος / haliaíetos, est formé des termes grecs ἅλς / háls (« sel, mer ») et ἀετός / aetós (« aigle ») – c'est également le nom de genre latin des pygargues. Le terme als, dû à Aristote, semble d'ailleurs impropre puisque, aujourd'hui, le balbuzard pêcheur occupe plutôt les points d'eau douce – on le retrouve à la rigueur à l'embouchure des fleuves en eaux saumâtres. Cette affection toute particulière pour les cours d'eau, lacs et rivières, se signale dans son autre nom français, aujourd'hui peu usité, balbuzard « fluviatile ».
Le début de son nom français, balbuzard, proviendrait de l'anglais bald (« chauve, marqué de blanc »). Bien que le balbuzard ne soit pas du tout chauve, cette origine peut faire référence au contraste visuel entre le dessus de sa tête, bien blanc, et son bandeau noir sur l'œil, l'association des deux pouvant donner un aspect dégarni au sommet de sa tête. Buzard serait à rapprocher de la racine qui a formé les noms buse, puis busard (les busards étant un temps appelés « sous-buses »), en référence d'abord au bruit, et au fait que la buse est un oiseau bruyant, les cris du balbuzard l'étant assez également.
Le terme « balbuzard » est attesté pour la première fois chez Buffon, d'après Sonnini ; c'est Buffon, également, qui va le populariser, afin de remplacer le terme auparavant courant, et inapproprié, d'aigle de mer, puisque le balbuzard est d'une part bien distinct des aigles, et d'autre part ne vit pas en mer.

## Morphologie
Cet oiseau est d'une taille modeste pour un grand rapace variant d'environ 50 à 66 cm. Son envergure est comprise entre 127 et 174 cm, généralement 150 à 160 cm,. Ses parties inférieures sont blanches, ainsi que la tête, mais il présente sur les yeux une bande sombre, plus ou moins affirmée selon les sous-espèces. La poitrine et le dessous des ailes et de la queue présentent différentes marques sombres, variables en intensité selon les sous-espèces : une grande bande sombre au niveau de la pliure du poignet et à l'extrémité des rémiges, des taches sombres sur la poitrine et de fines stries grises et noires sur le dessous des ailes et de la queue. Le dessus de l'animal est brun brillant. Ses ailes longues et étroites ont l'extrémité digitée, ce qui lui donne un aspect caractéristique.
Il est particulièrement bien adapté à son régime alimentaire piscivore spécialisé, avec le doigt externe réversible afin de saisir ses proies avec deux orteils dirigés vers l'avant, et deux orteils dirigés vers l'arrière, des narines qu'il peut fermer afin d'éviter que l'eau n'y pénètre quand il plonge, et la plante des pattes munie de coussinets rendus rugueux par des écailles orientées vers l'arrière, qui l'aident à saisir les poissons, proies glissantes. Les serres sont fort longues et noires. Les pattes sont grises, et le bec noir. Les yeux sont jaunes.
Il n'y a guère de dimorphisme sexuel chez cette espèce, mais la femelle peut être repérée dans un couple par le fait qu'elle est un peu plus grande que le mâle, qu'elle présente davantage de taches sombres (notamment au niveau de la poitrine) et que ses ailes sont un peu plus larges.

Les juvéniles sont très similaires aux adultes mais ont les yeux orange, davantage de taches sombres sur la poitrine, et des plumes de couverture plus claires mêlées aux sombres sur le dos, ce qui confère à ce dernier un motif en « écailles ».

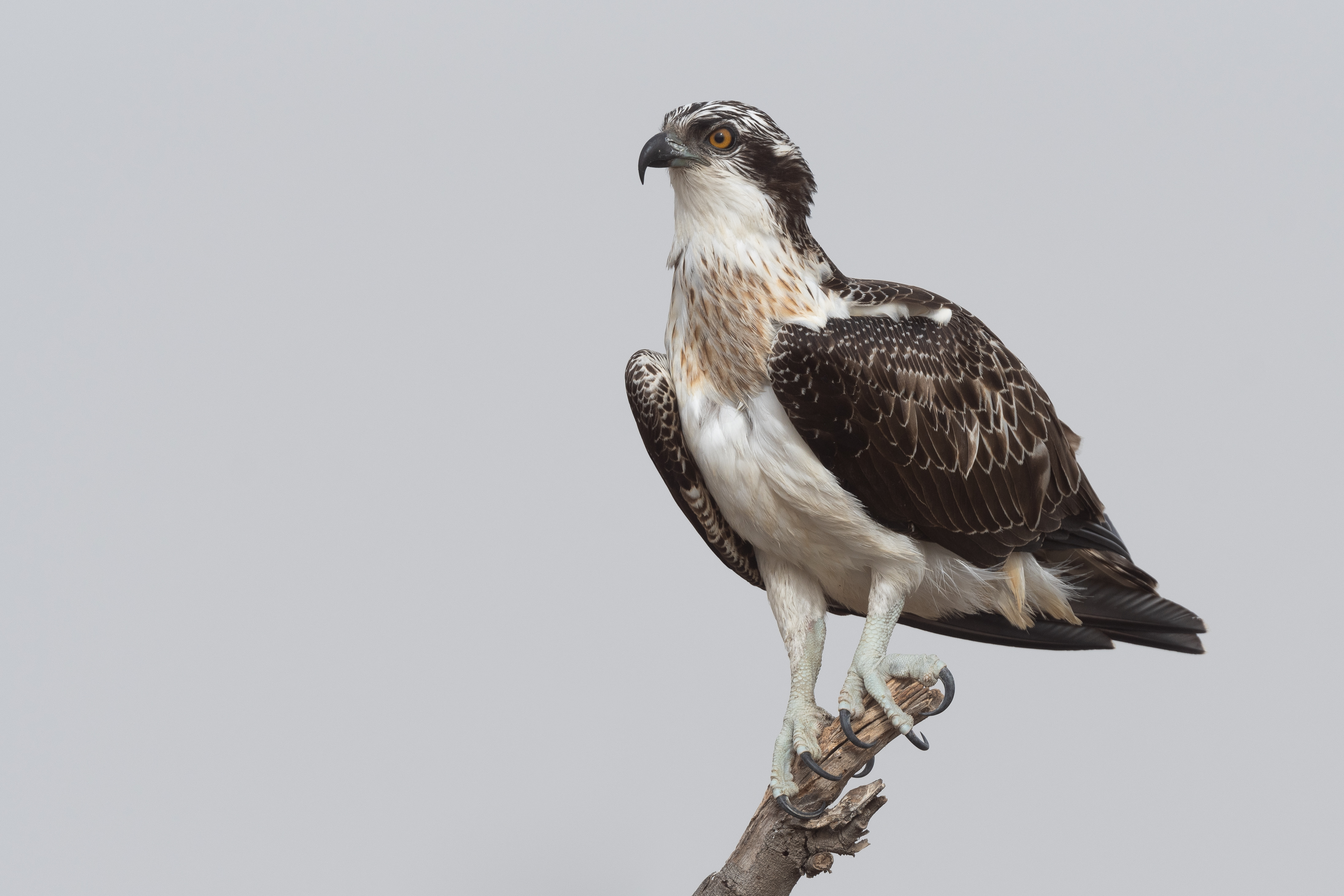
Balbuzard pêcheur vu de côté.
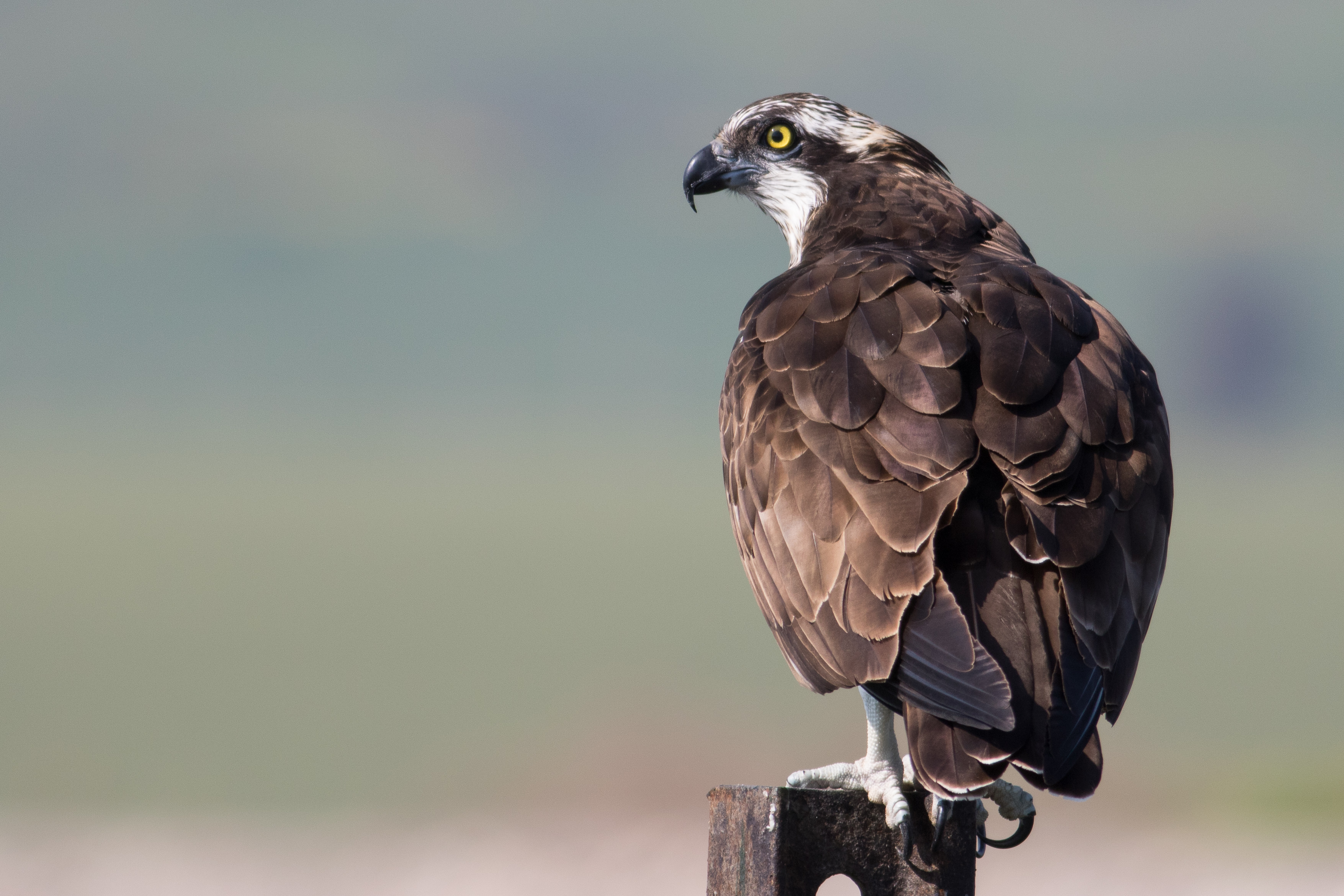
Vu de dos.
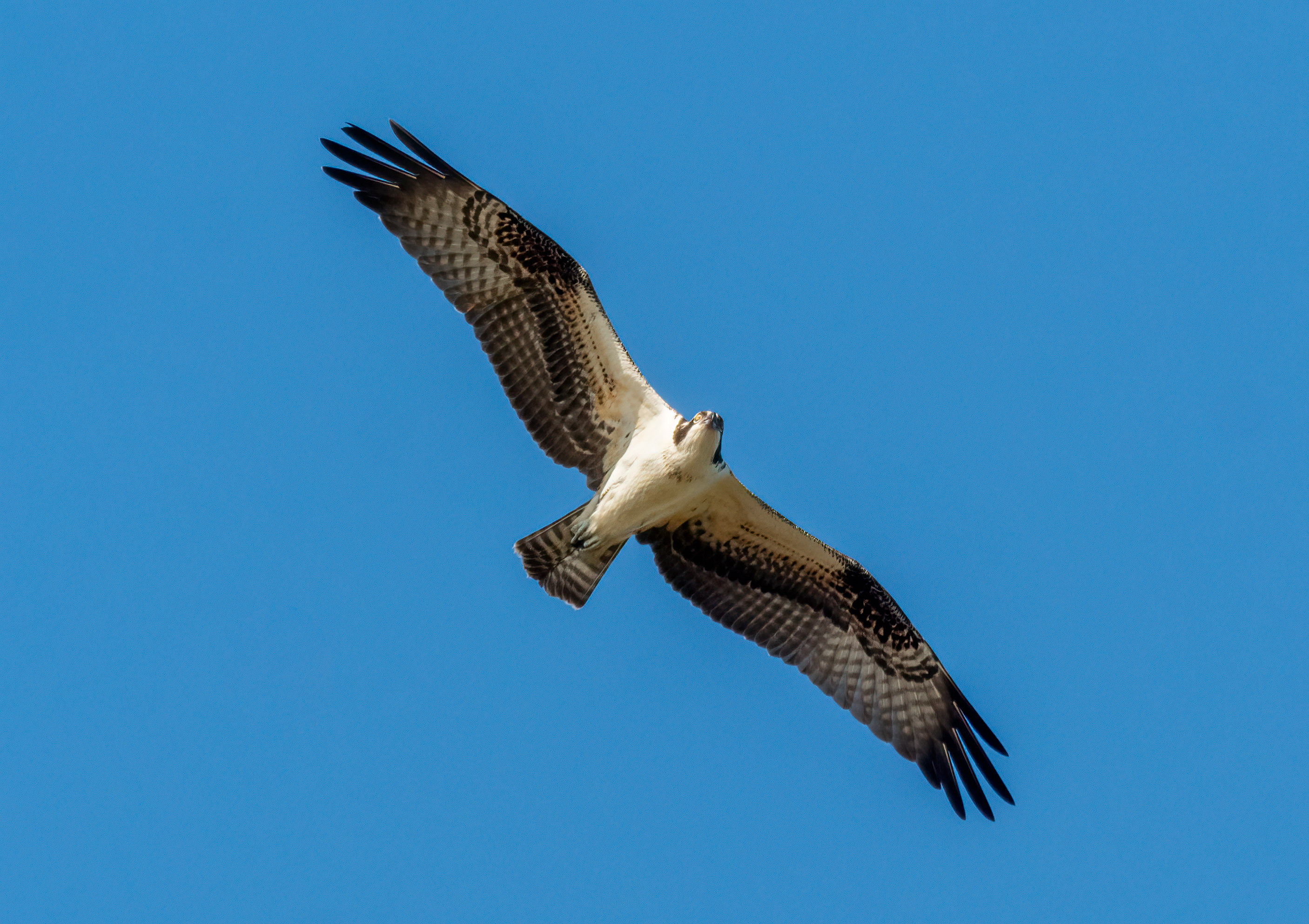
En vol, vu de dessous.
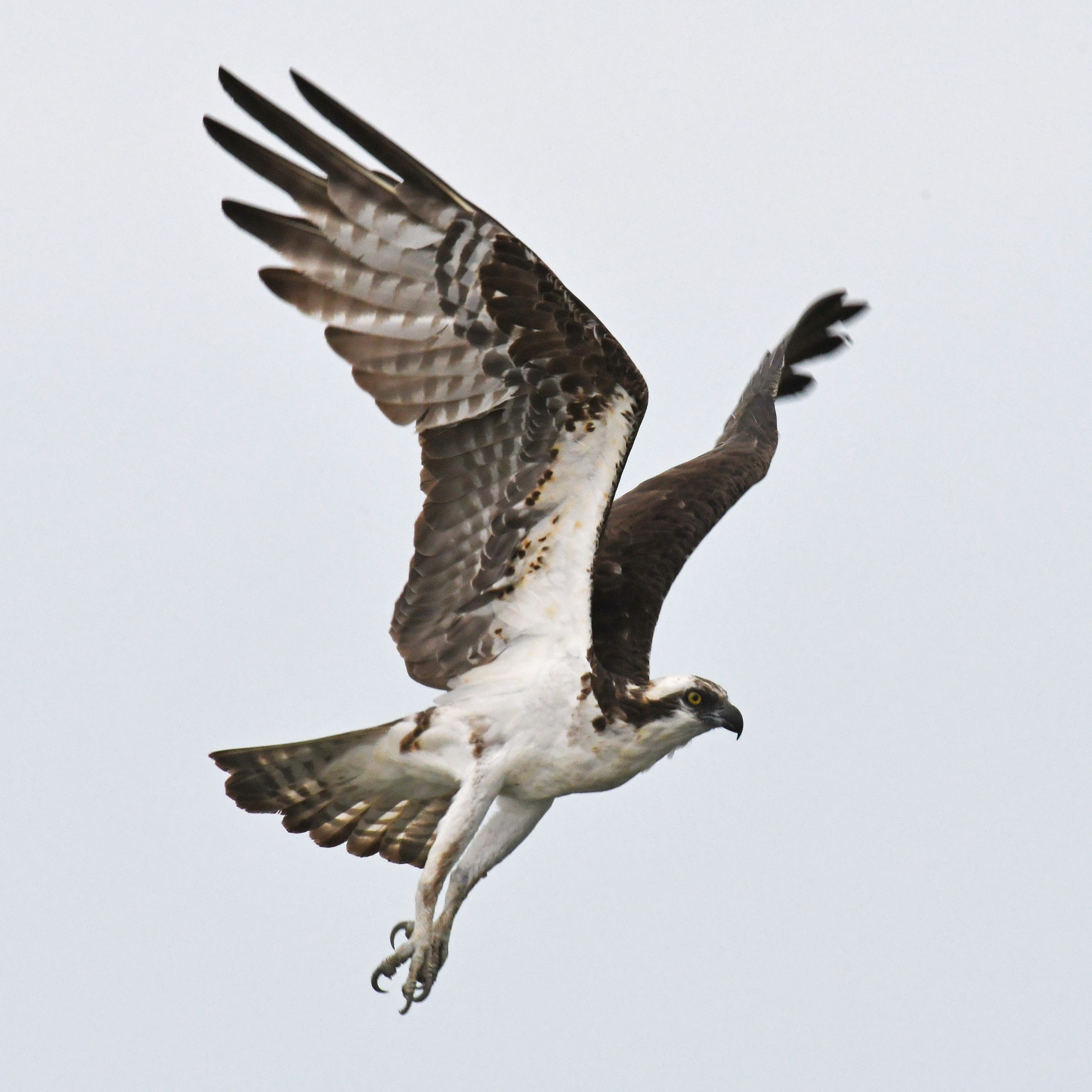
En vol, pattes pendantes.

## Comportement

### Alimentation
Le Balbuzard pêcheur est un piscivore presque strict, puisque les poissons représentent 99 % de son régime alimentaire. Il repère ses proies lors de vols au-dessus de grands étangs ou de lacs, et souvent plane avant de plonger, d'une hauteur de 10 à 50 m, les pattes en avant pour capturer un poisson. Quand il reprend son envol, les poissons de grande taille sont placés tête en avant afin de réduire la résistance de l'air. Les serres sont des outils tellement efficaces pour maintenir les proies qu'il est arrivé que des balbuzards se noient parce qu'ils n'étaient pas capables de desserrer leur étreinte pour relâcher un poisson trop lourd,. Les poissons capturés sont généralement des carpes, tanches, brochets, rotengles, brèmes, goujons, mulets sur les littoraux, etc.

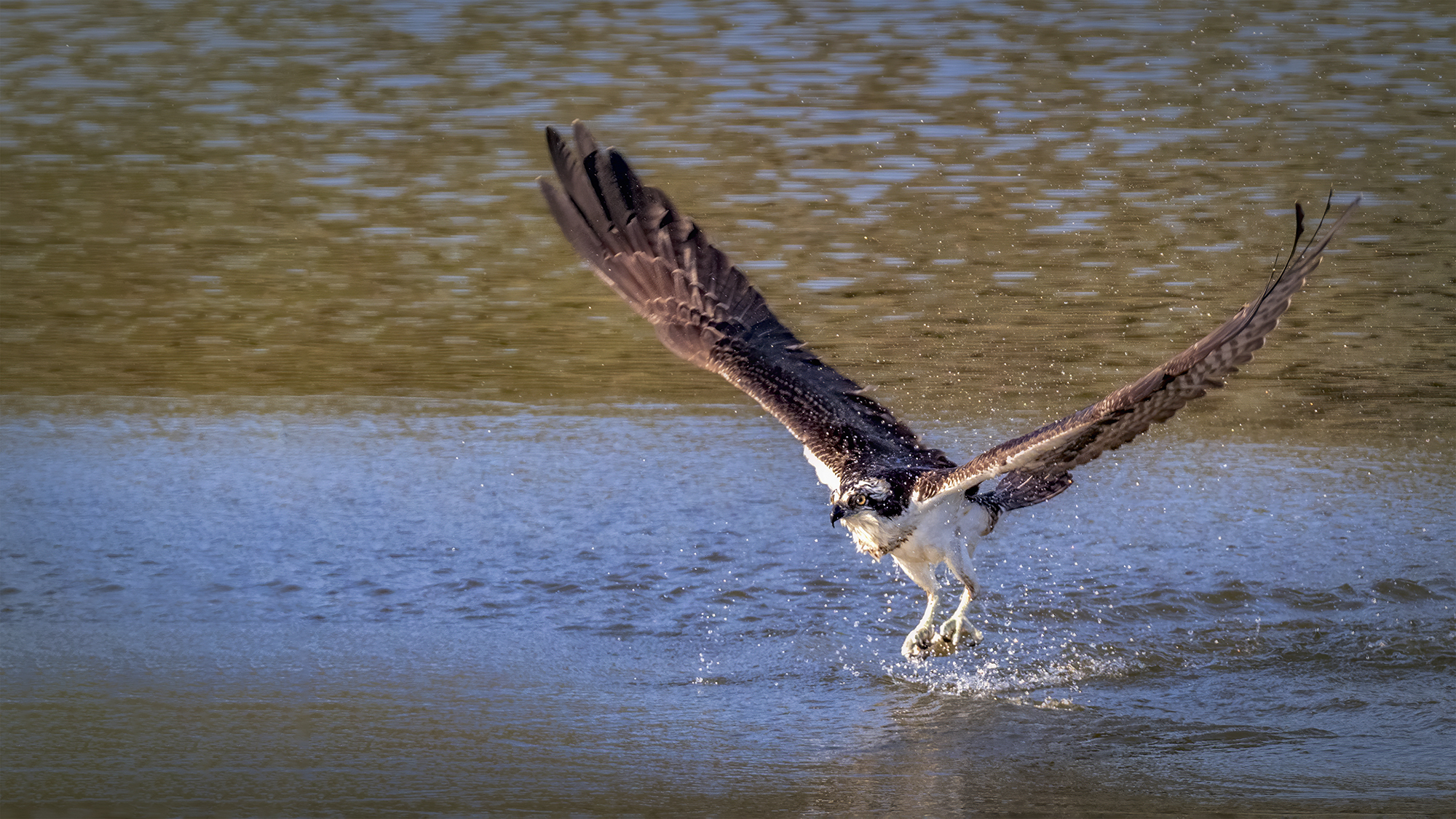
Balbuzard pêcheur sortant de l'eau après avoir attrapé un poisson.
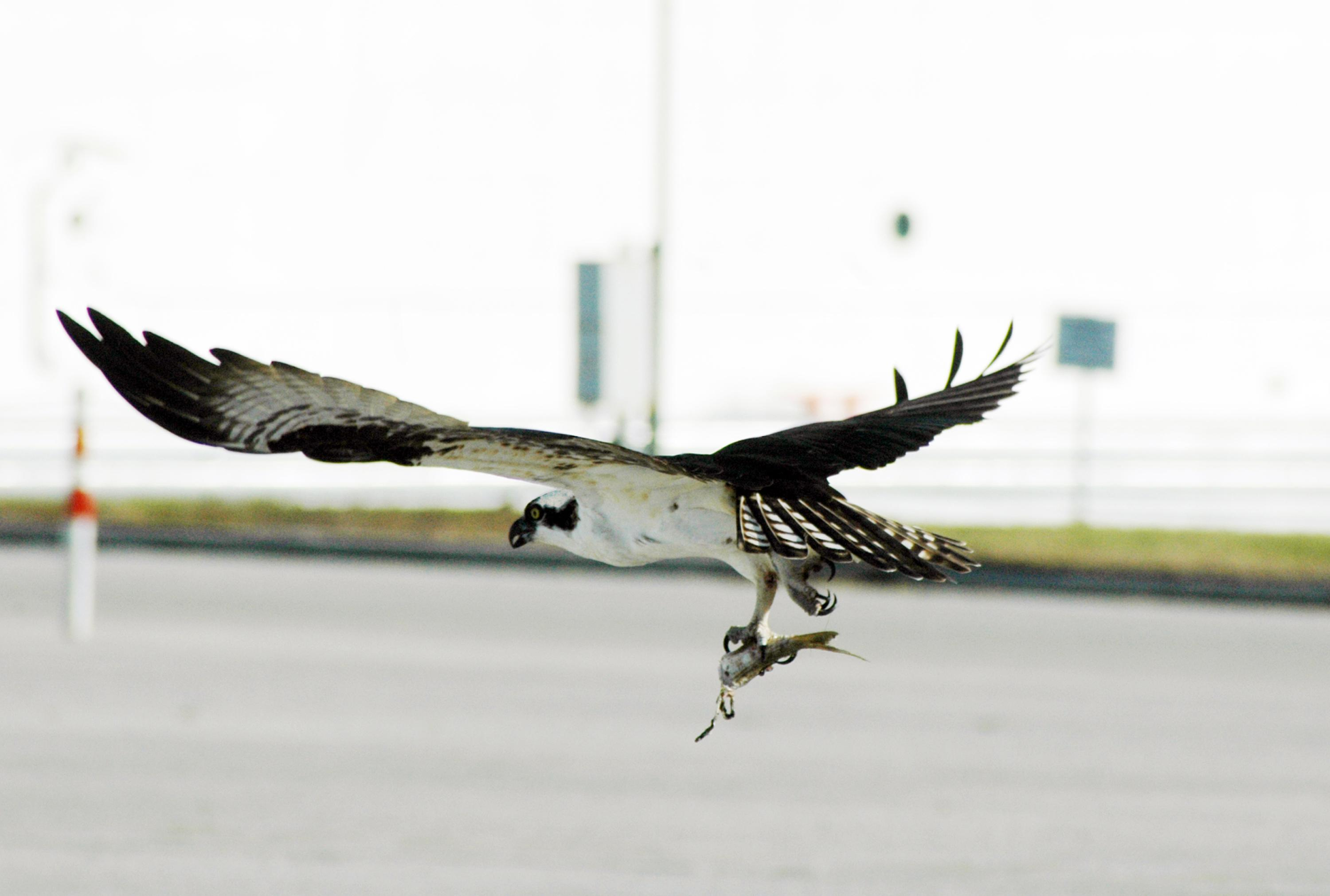
Balbuzard pêcheur emportant un poisson.
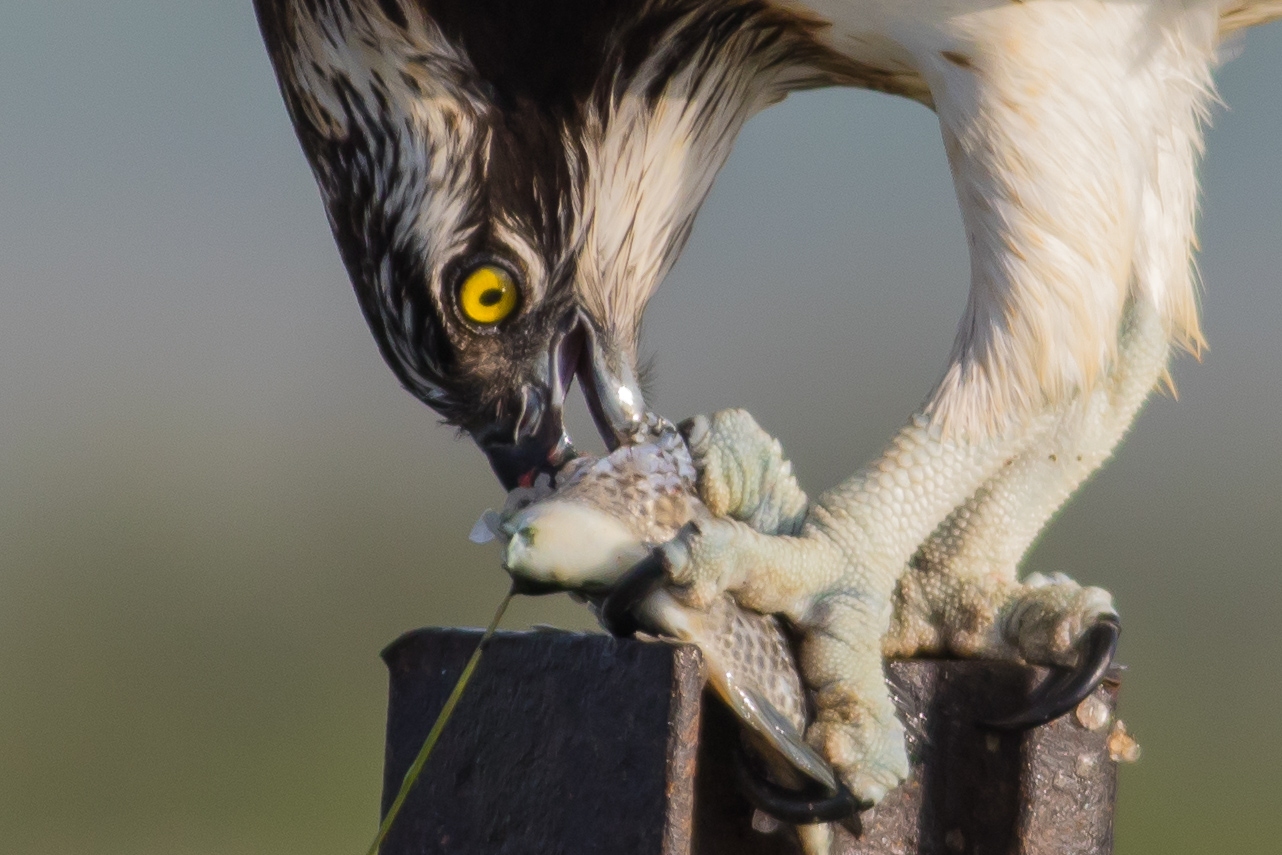
Détail d'un Balbuzard mangeant un poisson.

### Vocalisations
Cette espèce émet des sifflements courts. Le cri d'alarme est une succession rapide de plusieurs piè ou piou.

### Reproduction

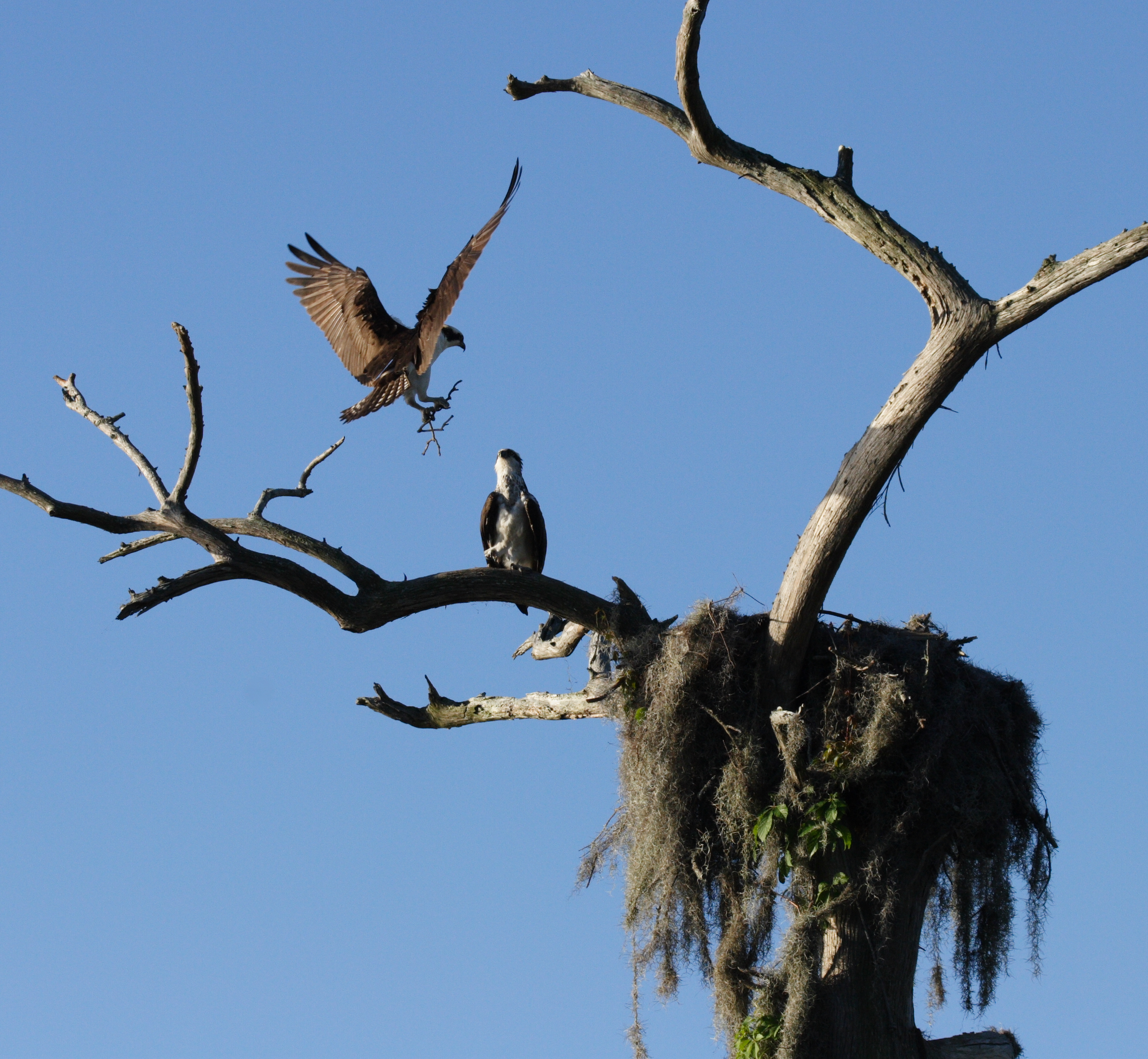
Couple de balbuzards à la construction du nid (Floride).

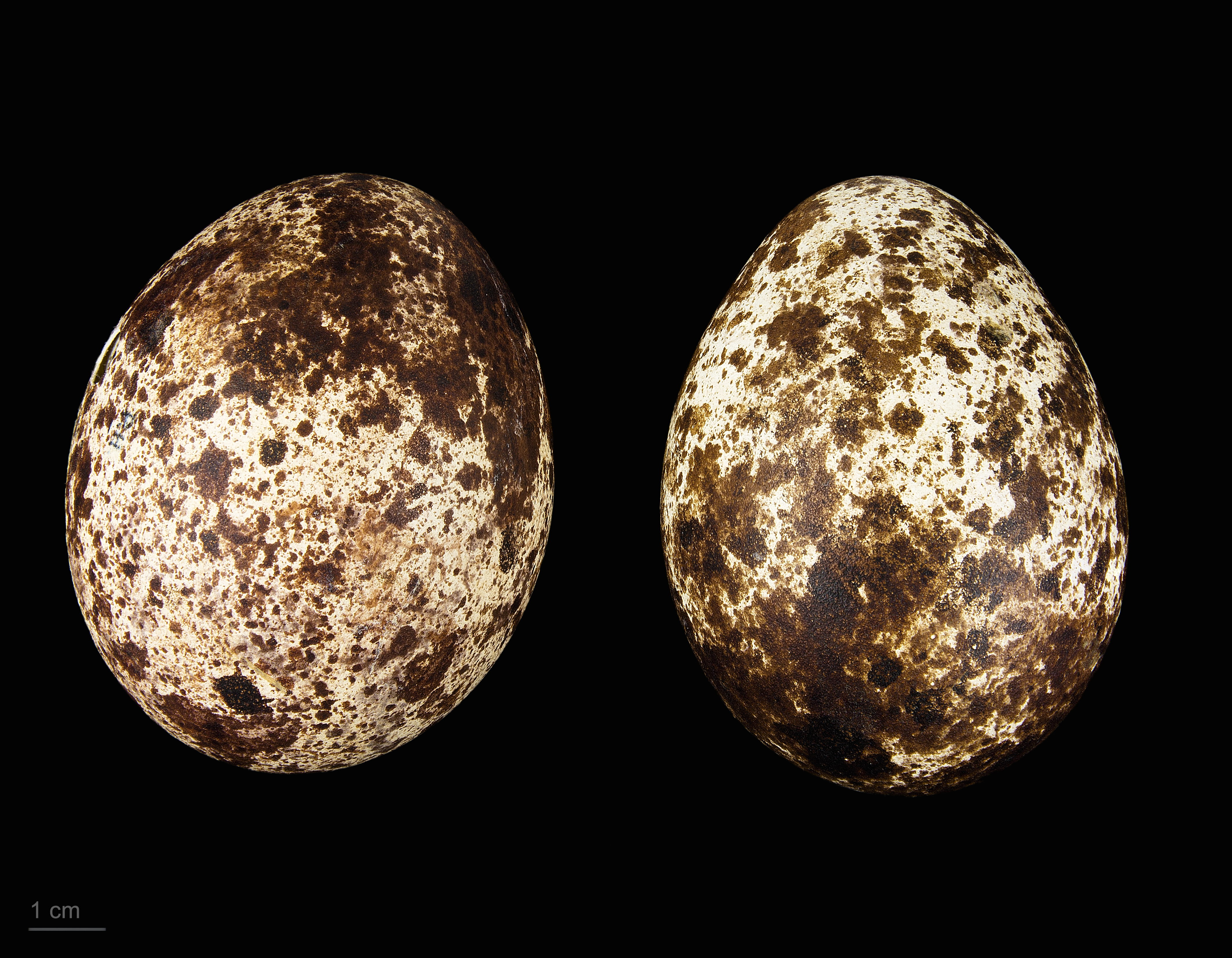
Œufs de Pandion haliaetus (MHNT).

Le nid est un volumineux amas de branchages garni d'écorce, d'herbe et autres végétaux (voire de sacs en plastique), installé sur un arbre, un rebord rocheux, un poteau de téléphone ou une plate-forme artificielle. Dans quelques régions où leur densité est élevée, telles que la baie de Chesapeake aux États-Unis, la plupart des balbuzards ne commencent pas à se reproduire avant l'âge de cinq à sept ans, beaucoup des supports sur lesquels ils pourraient nicher étant déjà occupés. S'il n'y a pas de sites de nidification disponibles, les jeunes balbuzards peuvent être obligés de différer leur première reproduction. Le record de longévité chez cette espèce est de 25 ans.
Habituellement, les balbuzards forment des couples pour la vie. En mars, ou même plus tôt suivant la région, ils entament une période de collaboration de cinq mois afin d'élever leurs jeunes. Fin avril, la femelle pond de 1 à 4 œufs (2 ou 3 en moyenne). Les œufs, approximativement de la taille de ceux d'une poule, ont une couleur variant du blanc crème au beige rosâtre, avec des taches brun-rougeâtre sur la partie la plus large. Leur couvaison dure généralement 5 semaines. Les petits naissent couverts de duvet, et ont les yeux ouverts ; ils seront capables de voler à huit semaines. Quand la nourriture est rare, le premier poussin à éclore a plus de chances de survivre.

## Répartition et habitat

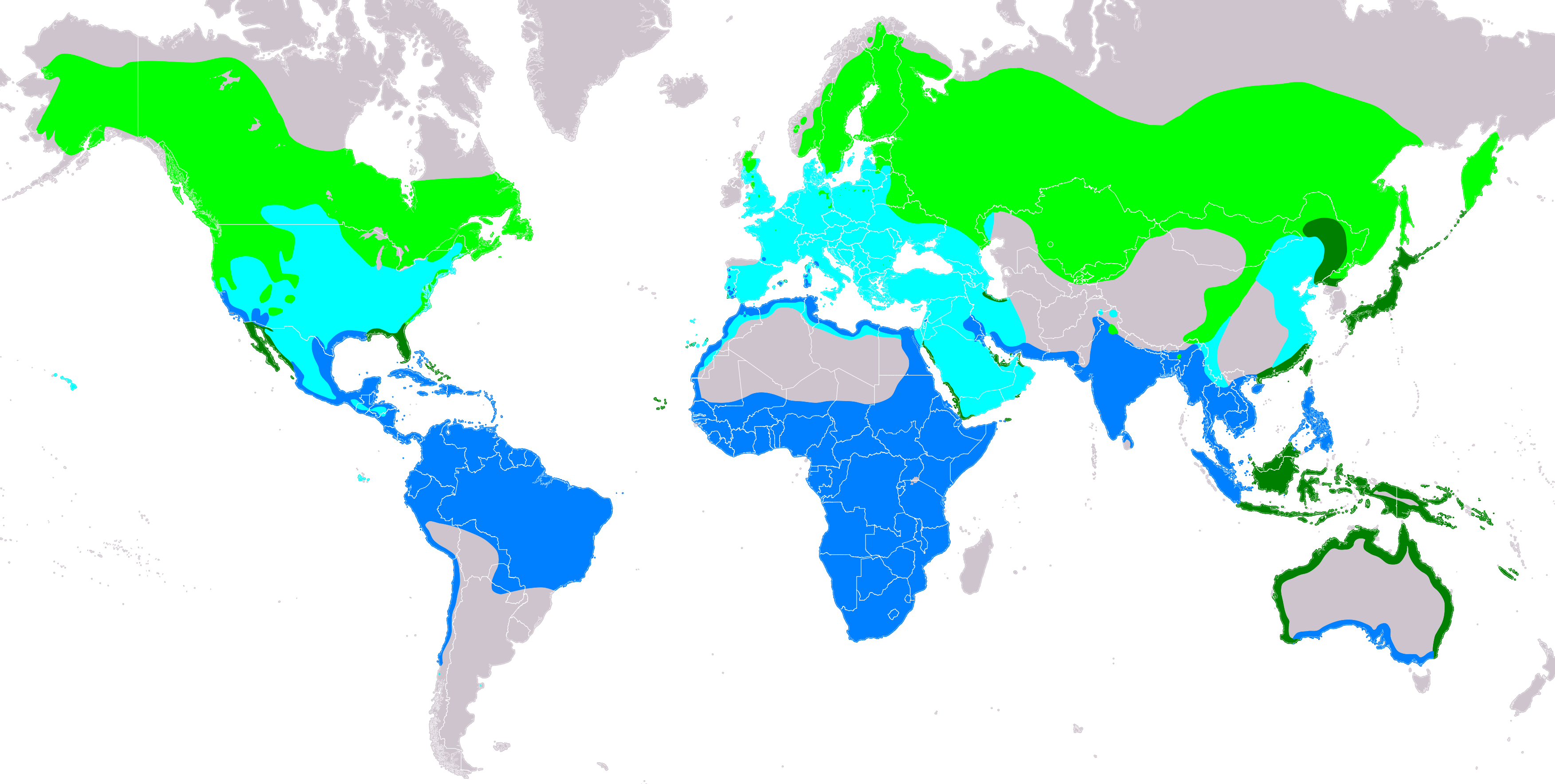
Carte de répartition en 2020
Aire de nidification
Aire de présence, sédentaire
Aire de passage
Aire d'hivernage

Le balbuzard vit près des lacs d'eau douce, et parfois près d'eaux côtières saumâtres. Ces plans d'eau doivent être peu profonds et poissonneux. C'est une des quatre espèces d'oiseau cosmopolite (avec l'Effraie des clochers Tyto alba, le Faucon pèlerin Falco peregrinus et la Talève sultane Porphyrio porphyrio). Ainsi, on retrouve cette espèce sur tout le globe excepté aux pôles.
Les balbuzards qui nichent en Europe passent l'hiver en Afrique du Nord ou dans la péninsule ibérique. Ceux du Canada et des États-Unis hivernent en Amérique du Sud, bien que quelques-uns restent dans les États les plus méridionaux des États-Unis tels que la Floride et la Californie. Ceux d'Australie et des Caraïbes ont tendance à ne pas migrer.

## Taxinomie

### Dénomination
On le nomme parfois abusivement « aigle pêcheur » ou « aigle de mer ». Il n'y a qu'une seule espèce de balbuzard, terme attesté en français depuis le XVIIe siècle. Ce terme dérive du terme anglais bald buzzard, composé de bald qui signifie dans ce cas « taché de blanc » et de buzzard, un emprunt à l'ancien français busart (busard). Localement et notamment en Bourgogne, on appelle le balbuzard le craupêcherot.
Le nom du genre fait référence à Pandion fils de Cécrops, roi mythique d'Athènes et grand-père de Thésée, qui a été transformé en aigle.

### Systématique
Balbuzard est le nom que la nomenclature aviaire en langue française (mise à jour) donne à cette espèce d'oiseaux qui constitue le genre monospécifique Pandion, soit de la famille des Accipitridae selon Howard & Moore et l'IOC, soit de la famille monogénérique des Pandionidae, d'après HBW et Clements. Il était autrefois placé dans l'ordre des Falconiformes.
La classification classique se base sur ces critères pour comprendre la phylogénie des espèces. À la seule analyse de ces critères morphologiques, sa position sur l'arbre phylogénique est incertaine.
Sur plusieurs aspects, le balbuzard diffère des autres oiseaux de proie diurnes et a toujours présenté une énigme pour les taxonomistes. Selon certains auteurs, il est traité comme l'unique membre de la famille des Pandionidae, celle-ci figurant à sa place traditionnelle dans l'ordre des Falconiformes. D'autres classifications le placent aux côtés des éperviers et des aigles dans la famille des Accipitridés — qui peut elle-même être considérée comme formant le gros de l'ordre des Accipitriformes ou encore être réunie aux falconidés dans les Falconiformes — et d'autres encore le classent avec les autres rapaces dans l'ordre très élargi des Ciconiiformes.
Cette espèce unique est répartie dans le monde entier, certains auteurs définissent, non sans difficultés, quelques sous-espèces, le plus souvent quatre. D'après Alan P. Peterson, cette espèce est constituée des trois sous-espèces suivantes :
D'après la classification de référence (version 2.7, 2010) du Congrès ornithologique international, l'ancienne sous-espèce P. H. cristatus est considérée comme une espèce à part entière, le Balbuzard d'Australie (Pandion cristatus). Elle vit sur les côtes et le long de quelques grands fleuves d'Australie et de Tasmanie. C'est une petite espèce, non migratrice.
Le 14 juin 2022, l'Union internationale des ornithologues décide de fusionner les deux espèces en une seule.
D'après la classification de référence (version 14.1, 2024) de l'Union internationale des ornithologues, le Balbuzard pêcheur possède 4 sous-espèces (ordre philogénique) :
- Pandion haliaetus carolinensis (Gmelin, JF, 1788) : Amérique du Nord. Cette forme est la plus grande, a un plumage plus sombre au niveau du dos et a une poitrine plus pâle que P. H. haliaetus[11] .
- Pandion haliaetus ridgwayi Maynard, 1887 : est du Bélize, Cuba, Bahamas. Cette forme est très pâle au niveau de la tête et de la poitrine par rapport à P. h. haliaetus[11]. Elle n'est pas migratrice. Son nom scientifique commémore l'ornithologue américain Robert Ridgway[14].
- Pandion haliaetus haliaetus (Linnaeus, 1758) : Eurasie[11] .
- Pandion haliaetus cristatus (Vieillot, 1816) : de Célèbes et Java aux côtes de l'Australie, îles Bismarck, îles Salomon et Nouvelle-Calédonie.

Le plus ancien fossile découvert appartenant à cette famille a été daté de 10 à 13 Ma.

## Le Balbuzard pêcheur et l'homme

### Utilisation comme emblème
Le balbuzard est l'oiseau officiel de Nouvelle-Écosse au Canada et de Sudermanie en Suède. Dans l'Aéronautique navale française, le balbuzard est le symbole de la flottille 17F.
Il est l'emblème de l'équipe de football américain de Seattle et de l'Université de Caroline du Nord à Wilmington (UNCW).

### Statut de l'espèce
Dans les années 1950-1970, le balbuzard a été menacé d'extinction dans plusieurs régions du monde, l'espèce n'étant pas capable de produire assez de jeunes pour maintenir ses populations. Cela était dû à la fragilisation des œufs à cause d'une accumulation de DDT dans l'environnement. Depuis l'interdiction du DDT dans de nombreux pays au début des années 1970, jointe à la diminution des persécutions (car considéré comme nuisible pendant un temps), le balbuzard, tout comme d'autres espèces menacées d'oiseaux de proie, est en train de reconstituer ses populations.

#### En France
Il est classé « gibier nuisible » en 1883 et sa destruction est encouragée par des primes. Victime d'une chasse intensive, des collectionneurs d'œufs puis des pesticides, le rapace trouve un dernier refuge en Corse, où il ne subsistait que 3 ou 4 couples en 1974,. La forêt d'Orléans au Nord de la ville d'Orléans, dans le département du Loiret, accueille depuis 1984 la nidification du balbuzard pêcheur, marquant le retour du rapace en France après des décennies de déclin,. Un arbre situé sur le territoire de la commune de Mardié (Loiret) héberge une plate-forme de reproduction pour un couple, filmée et retransmise en direct sur le site web BalbuCam.
Les deux noyaux de populations sont désormais suivis par la mission Rapaces de la Ligue pour la protection des oiseaux. Le noyau en région Centre-Val de Loire compte une vingtaine de couples reproducteurs et en moyenne 25 couples reproducteurs pour la population corse.
La population continentale commence très lentement à essayer de reconquérir certains secteurs. En 2005, un couple de balbuzards a réussi une première nidification en Île-de-France dans l'Essonne, soit à 85 km du noyau de la région Centre-Val de Loire. Le couple, toujours présent en 2006, a déjà produit cinq jeunes à l'envol en deux saisons. D'autres essais d'installation se sont pour le moment soldés par des échecs, par exemple en Maine-et-Loire, Bretagne, Provence-Alpes-Côte d'Azur. On trouve également des spécimens en Martinique où ils ont pu être tués à cause des dégâts causés aux pisciculteurs.

#### En Belgique
En Wallonie, l’espèce est classée en catégorie EX (éteinte) dans la liste rouge des espèces menacées.

### Protection
Le Balbuzard pêcheur bénéficie d'une protection totale sur le territoire français depuis l'arrêté ministériel du 17 avril 1981 relatif aux oiseaux protégés sur l'ensemble du territoire. Il est inscrit à l'annexe I de la directive Oiseaux de l'Union européenne. Il est donc interdit de le détruire, le mutiler, le capturer ou l'enlever, de le perturber intentionnellement ou de le naturaliser, ainsi que de détruire ou enlever les œufs et les nids et de détruire, altérer ou dégrader leur milieu. Qu'il soit vivant ou mort, il est aussi interdit de le transporter, colporter, de l'utiliser, de le détenir, de le vendre ou de l'acheter.

## Galerie

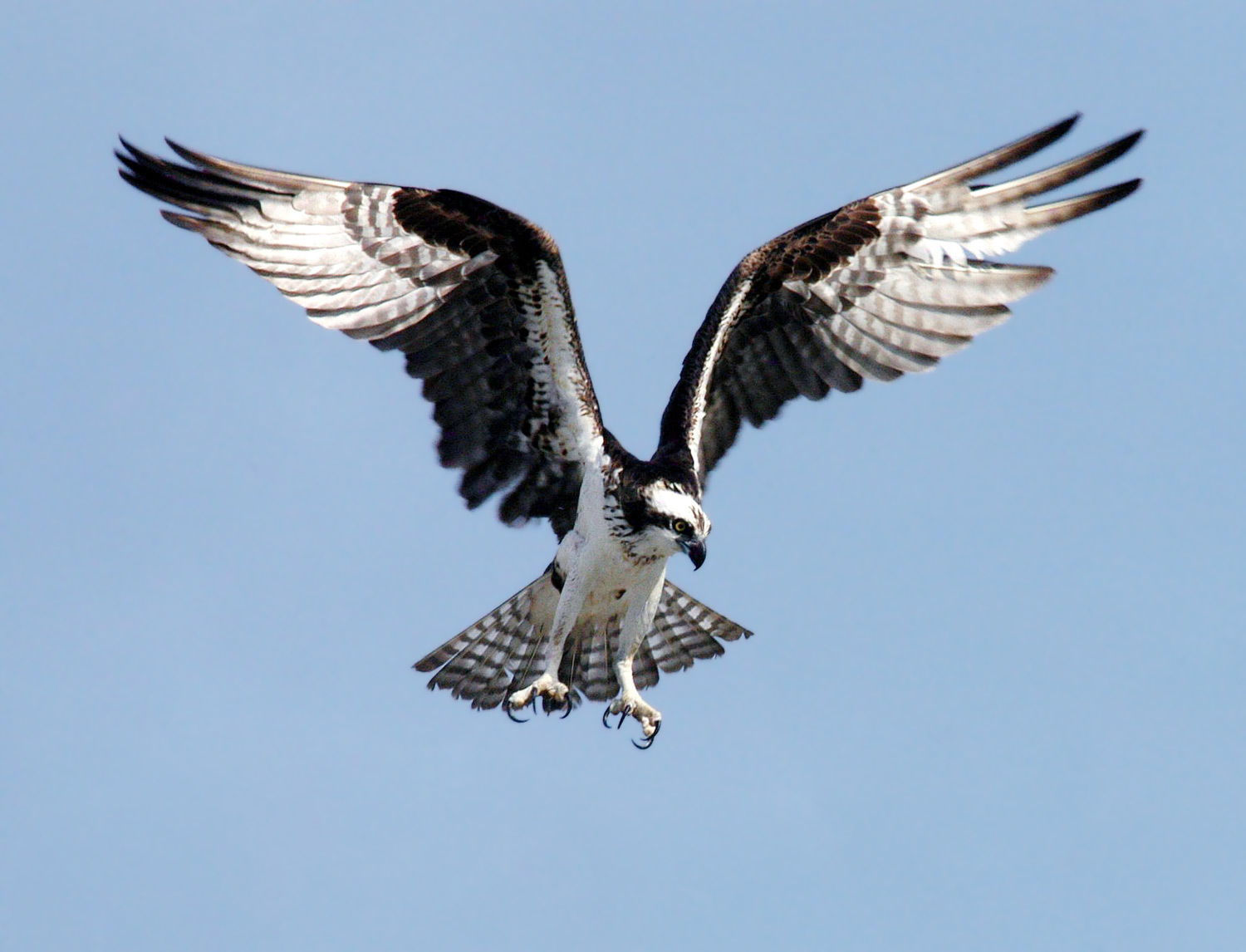
Balbuzard pêcheur s'apprêtant à plonger, au Centre spatial Kennedy.
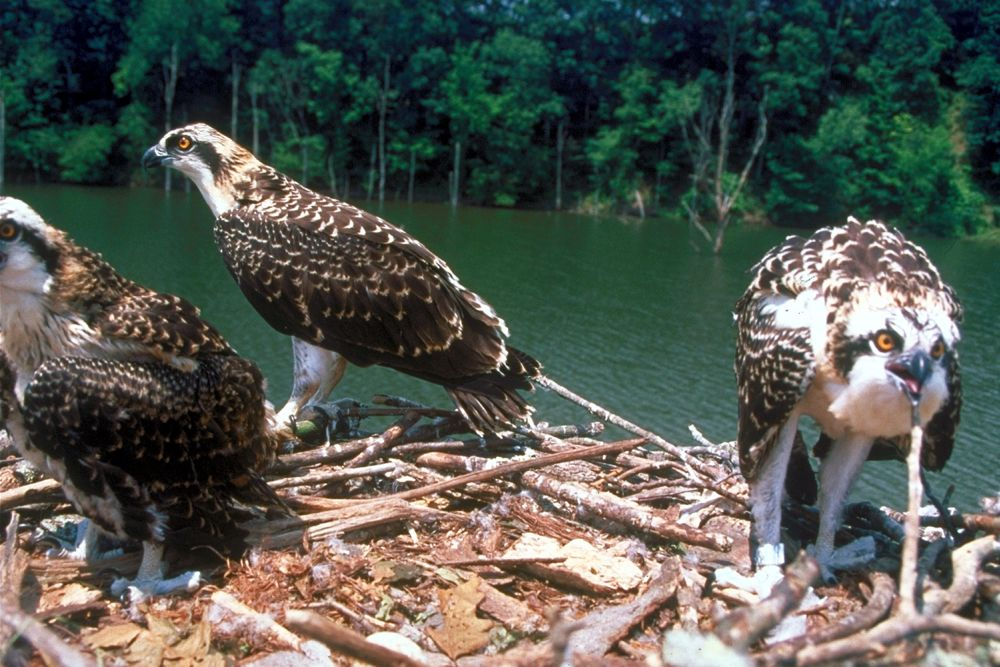
Trois jeunes balbuzards dans un nid au Lac Stonewall Jackson en Virginie-Occidentale.
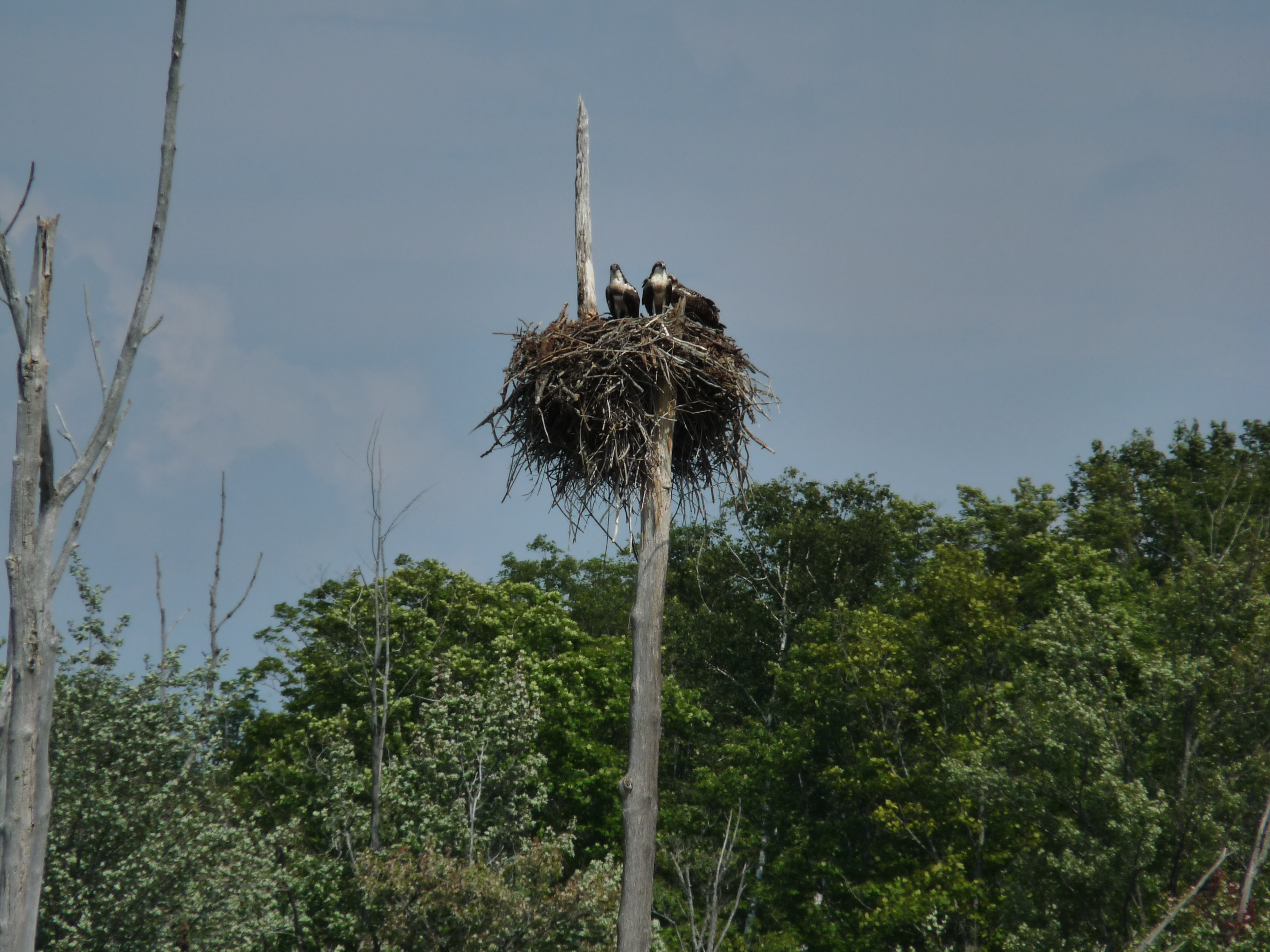
Quatre jeunes balbuzards dans un nid près d'Apsley en Ontario au Canada.

### Photos et vidéos
- Une bande son de Pandion haliaetus sur xenocanto.org
- Webcam sur le nid de balbuzards du marais de Fontenay (Essonne).